# 2001: una odissea de l'espai
2001: una odissea de l'espai (títol original en anglès: 2001: A Space Odyssey) és una pel·lícula de ciència-ficció del 1968, dirigida per Stanley Kubrick, escrita per ell mateix i per Arthur C. Clarke. La pel·lícula tracta temes com l'evolució humana, la intel·ligència artificial, el futur i la vida extraterrestre. Cal destacar-ne el realisme científic, l'ús per primera vegada de molts efectes especials que van marcar un abans i un després en el gènere de ciència-ficció, una fotografia magnífica, surrealista i a voltes ambigua, l'ús del so en comptes de tècniques narratives tradicionals i un ús mínim del diàleg. És la primera pel·lícula, i una de les poques, que mostra de manera acurada la vida a l'espai.
El film té una banda sonora memorable. Kubrick associa el moviment de rotació dels satèl·lits amb el dels ballarins de valsos utilitzant com a música Al bell Danubi blau (An der schönen blauen Donau) de Johann Strauss II, i també el famós poema simfònic Així parlà Zaratustra de Richard Strauss, per a tractar l'evolució de l'home teoritzada en l'obra homònima de Nietzsche.
Tot i que en el moment de la seva estrena la crítica no va ser especialment calorosa, avui en dia la pel·lícula és reconeguda com una de les millors de la història, tant pel públic com per la crítica. Va ser nominada a quatre Oscars, i en va rebre un pels efectes visuals.
El guió i la novel·la homònima estan basats parcialment en el relat curt del mateix Arthur C. Clarke El sentinella.

## Argument
La pel·lícula està dividida en cinc capítols, o apartats, que representen tres èpoques diferents en el temps. Els capítols apareixen de manera cronològica començant en el passat i acabant en el futur sense passar pel present (tenint en compte que la pel·lícula va ser estrenada l'any 1968). Cada capítol, excepte el segon, és precedit pel seu títol. La pel·lícula no té títols de crèdit al principi, i només es pot veure el títol de l'obra. El títol apareix sobre una seqüència a l'espai, en què, amb la música de Richard Strauss, es pot veure la Lluna i el Sol alineats.

### El despertar de l'home[2]
El primer capítol comença mostrant passatges de gran bellesa d'una sabana, on viu un grup d'homínids. Es mostren diferents imatges de la seva vida quotidiana al voltant d'una bassa, on el grup viu precàriament alimentant-se amb la poca vegetació que tenen a l'abast i que han de compartir amb un grup de tapirs. El grup és atacat per un lleopard que mata un membre de la tribu, més tard són atacats per un altre grup d'homínids que volen tenir control sobre el petit bassal d'aigua. Malgrat que no hi ha violència física entre els dos bàndols, els nouvinguts obliguen la tribu a retirar-se. Espantats i sense aigua, passen la nit en vetlla refugiats en un abric rocós sentint els rugits del lleopard. A l'alba, descobreixen un estrany monòlit de pedra negra que ha aparegut durant la nit. Els homínids primer tenen por de l'estrany objecte, però a poc a poc acaben acostant-s'hi i tocant-lo. Poc després un dels homínids té una visió mentre juga amb les restes d'un animal mort i descobreix com fer servir un os com a arma per a defensar-se o caçar. El grup mata un tapir i finalment fa el salt d'herbívors a carnívors. Encoratjats pel descobriment, tornen a la bassa tots armats amb ossos i s'enfronten amb l'altre grup d'homínids, maten el seu cap i recuperen el control sobre l'aigua. Triomfant, l'homínid llança l'os enlaire. En aquest moment hi ha un tall d'imatge i, fent un salt temporal de quatre milions d'anys, apareix un satèl·lit orbitant a l'espai.

### De la Terra a la Lluna

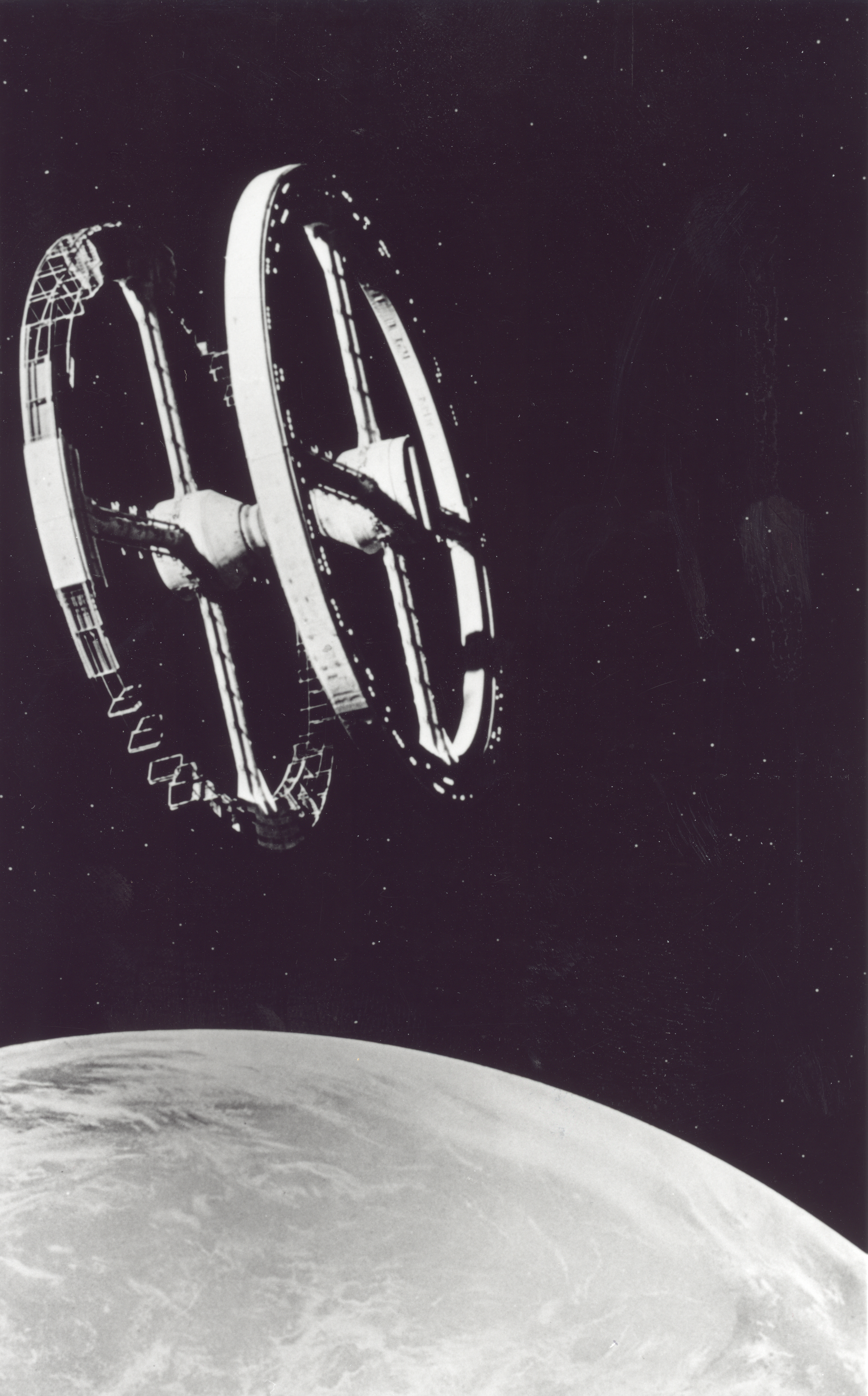
L'estació espacial que apareix a la pel·lícula.

El segon capítol comença amb imatges de satèl·lits orbitant la Terra i música de vals amb Al bell Danubi blau. Un avió espacial de la companyia Pan Am porta el Dr. Heywood R. Floyd cap a una estació espacial que orbita la Terra, on s'atura abans de ser traslladat a la Base Clavius, que és a la Lluna. Durant la seva estada a l'estació espacial fa una videoconferència per a felicitar l'aniversari a la seva filla. Més tard es troba amb una vella coneguda, Elena, una científica russa que és amb un grup de col·legues de retorn a la Terra després d'una missió a l'espai. El Dr. Smyslov aprofita l'ocasió per a preguntar al Dr. Floyd què succeeix a Clavius, ja que s'ha perdut contacte telefònic amb la base, i es va denegar l'aterratge d'una nau amb problemes tècnics. Aquests fets han provocat rumors d'una epidèmia encoberta a la base lunar. El Dr. Floyd renuncia a contestar preguntes sobre epidèmies i lleva importància als fets.
El Dr. Floyd segueix el seu viatge cap a la Lluna en un transbordador espacial. Es poden veure seqüències de la rutina diària a la nau i les dificultats que tenen les hostesses per a fer la seva feina en gravetat zero.
Una vegada el Dr. Floyd arriba a Clavius, s'aclareix el secret. En una conferència amb altres científics el Dr. Floyd demana perdó per la necessitat d'utilitzar una història falsa, l'epidèmia, per a encobrir els fets. Més tard, mentre el Dr. Floyd i altres científics viatgen en un autobús lunar, s'explica que un monòlit de pedra negra ha estat desenterrat a la Lluna. El monòlit va ser descobert durant una anàlisi magnètica de la superfície lunar. Fins al moment el monòlit no ha mostrat cap tipus d'activitat. Tot i que es desconeix la seva utilitat i el seu origen, se sap que va ser enterrat de manera deliberada.
Mentre el grup de científics pren unes fotografies, al voltant del monòlit i la zona d'excavació, el Sol surt per l'horitzó lunar, il·luminant el monòlit per primera vegada des que va ser desenterrat. De sobte el monòlit emet un senyal acústic eixordador.

### Missió a Júpiter
El tercer capítol comença amb un salt en el temps de divuit mesos, l'any 2001, a bord de la nau Discovery 1 en missió a Júpiter. La nau és tripulada pels científics i astronautes David Bowman i Frank Poole. A més de portar a bord tres científics en estat d'hibernació. El Discovery 1 també disposa d'un ordinador, HAL 9000, dotat d'intel·ligència artificial que s'ocupa de la majoria de les funcions de la nau. Els astronautes es distrauen fent esport, menjant, pintant o jugant als escacs.
Mentre els astronautes sopen, miren al televisor una entrevista que han fet per al canal de televisió BBC 12. L'entrevistador explica que, a causa de la gran distància entre la nau i la Terra, les comunicacions triguen 7 minuts a arribar, però que aquestes esperes han sigut editades. L'entrevistador parla amb els astronautes i els fa preguntes sobre la vida a la nau, també mostra curiositat per saber més sobre en HAL i l'experiència de treballar amb intel·ligència artificial. Durant l'entrevista en HAL diu de si mateix que és «infal·lible i incapaç de cometre errors» i mostra el seu entusiasme per la missió, també menciona com gaudeix treballant amb humans. Bowman és preguntat si en HAL té emocions humanes, a la qual cosa respon: «Així ho sembla, perquè està programat per a actuar d'aquesta manera, però si en té de veritat... qui ho sap!». Frank també rep un missatge de felicitació d'aniversari dels seus pares.
Més tard, HAL mostra interès pels dibuixos de la tripulació fets per en Dave i li demana que els hi ensenyi, aprofitant l'ocasió per a fer-li unes preguntes sobre la missió i mostrar-li el seu neguit pel secretisme que l'envolta. HAL troba poc comú que tres científics fossin entrenats per separat i hibernats abans de la missió. HAL també menciona els «estranys» rumors sobre el succeït a la Lluna i rumia si hi ha cap relació amb la missió que ells han de portar a terme. En Dave refusa especular i pregunta a HAL si està treballant en el seu perfil psicològic. Durant la conversa, HAL detecta un problema amb l'antena principal de la nau. Sembla que una unitat AE35 fallarà d'aquí a 72 hores i la nau perdrà comunicació amb la Terra. Bowman, amb l'ajut d'una càpsula espacial Eva Pod, fa un passeig espacial per a reemplaçar la unitat. Després de retirar l'AE35 afectada i analitzar-la, no hi troben cap problema. HAL suggereix instal·lar-la de nou i esperar la seva fallada per a saber així quin era el problema. El control de la missió, i amb l'ajut d'un ordinador idèntic a HAL 9000, informa els astronautes que HAL ha comès un error en detectar la fallada. Quan els astronautes qüestionen HAL sobre l'error, ell els recorda que els ordinadors de la Sèrie 9000 són infal·libles i que, per tant, la fallada ha de ser un «error humà».
Els astronautes decideixen tenir una conversa «privada» lluny de HAL i es refugien dintre d'una càpsula espacial Eva Pod, des d'on comproven que la ràdio és apagada i HAL no els pot sentir. Tots dos coincideixen que tenen mals presagis sobre l'error comès per HAL, i decideixen tornar a instal·lar la peça i veure si falla. En cas que l'AE35 no falli, Frank creu que el millor seria desconnectar HAL. Dave raona que s'haurien de deixar intactes les funcions bàsiques de l'ordinador. També menciona que cap ordinador de la Sèrie 9000 ha comès errors i que mai se n'ha hagut de desconnectar un, i no sap com s'ho prendrà HAL.

### Intermissió
Frank Poole procedeix a instal·lar el mòdul de nou amb l'ajut d'un Pod. Durant la missió, Frank és atacat per la càpsula espacial Pod, que talla els conductes d'aire de l'astronauta i el llança a l'espai. David Bowman, que es troba en el control de missió, pregunta a HAL què ha succeït, però l'ordinador respon que no té prou informació per a poder donar una resposta. En Dave surt amb un altre Pod a l'espai per a rescatar el seu company, però amb les presses no agafa el casc. En aquest moment es produeix una fallada en els sistemes de la nau que causa la mort dels tres astronautes en hibernació. Dave, que és fora de la nau Discovery 1, desconeix aquests fets. Una vegada recuperat el cos sense vida de Frank, Dave retorna cap a la nau i demana a HAL que obri la comporta del Discovery 1, però l'ordinador s'hi nega. HAL explica que coneix els plans de desconnectar-lo, ja que ha seguit la conversa privada amb Frank dintre del Pod llegint-los els llavis, i li comunica que la missió és massa important i que, pel bé d'aquesta, no el poden desconnectar. Dave informa HAL que pensa entrar per la porta d'emergència de la nau. HAL contesta que sense un casc serà molt difícil.
Dave deixa anar el cadàver de Frank per a poder fer servir els braços mecànics del Pod, i amb aquests poder obrir la comporta d'emergència de la nau Discovery 1 manualment, ja que HAL no té control sobre aquesta funció. Recula el seu Pod per a encarar l'escotilla cap a l'entrada d'emergència i activa les voladures del Pod, que en explotar, el llancen cap a l'interior del Discovery 1, on aconsegueix pressuritzar la cambra d'entrada. Tot i la perillositat del pla, aquest funciona, i Dave entra dins la nau. Després d'aconseguir un casc, es dirigeix cap a la central de memòria de HAL. HAL intenta convèncer Dave que no té necessitat de desconnectar-lo, que tot anirà bé a partir d'ara i que no hi haurà més errors. Veient que Dave no s'atura i que està desconnectant els seus mòduls de memòria, HAL suplica que no ho faci, que nota com la memòria comença a fallar-li i que té por. A mesura que els mòduls de memòria són desconnectats, la veu de HAL va perdent potència. L'ordinador retrocedeix a un estat de memòria bàsic, en aquest punt, comença a cantar una cançó que el seu instructor Mr. Langely li havia ensenyat. La cançó en qüestió és Daisy Bell. És llavors que un missatge gravat apareix de manera automàtica a la pantalla de l'ordinador. El Dr. Floyd hi informa els ocupants de la nau, que per raons de la més alta seguretat, el propòsit real de la missió se'ls havia mantingut en secret, i que només HAL en coneixia la verdadera finalitat. El Dr. Floyd continua explicant que, divuit mesos enrere, la primera prova de vida intel·ligent extraterrestre va ser descoberta a la superfície lunar. Aquesta prova, un monòlit de 4 milions d'anys d'antiguitat, havia estat enterrada a la superfície lunar de manera deliberada. El monòlit, d'origen i funció desconeguts, ha restat inactiu tot el temps, amb l'excepció d'haver emès un fort senyal acústic dirigit a Júpiter.

### Júpiter i més enllà de l'infinit
L'últim capítol comença amb una altra seqüència sense imatges i amb el Rèquiem de György Ligeti. La nau Discovery 1 arriba a Júpiter, on hi ha un monòlit idèntic al trobat a la Lluna orbitant el planeta. Dave abandona la nau en un Pod per a recuperar el monòlit. Es poden veure els satèl·lits galileans que apareixen alineats amb el monòlit que flota a l'espai. En aquest moment, el Pod és «xuclat» per un «túnel de llum» o «porta espacial», per on viatja a gran velocitat per l'espai. Després, el Pod sobrevola terres estranyes en un planeta desconegut. Finalment, el Pod apareix enmig d'una estança decorada a l'estil Lluís XVI, on només hi ha Dave, sol i envellit. Les seqüències canvien progressivament, així com el punt de mira de Dave, que es va trobant versions de si mateix cada vegada més envellit, primer a taula sopant, i després al llit amb una edat molt avançada. Al peu del llit apareix el monòlit. L'astronauta intenta tocar-lo i en aquest moment apareix transformat en un fetus suspès en l'aire sobre el llit. Finalment, apareix el fetus orbitant la Terra. Torna a sonar Així parlà Zaratustra com al principi de la pel·lícula.

## Producció

### Repartiment
| Intèrpret         | Personatge                                         | Veu en Català       |
| ----------------- | -------------------------------------------------- | ------------------- |
| Keir Dullea       | Dr. David Bowman                                   | Luis Posada         |
| Gary Lockwood     | Dr. Frank Poole                                    | Carles Di Blasi     |
| William Sylvester | Dr. Heywood R. Floyd                               | Joan Carles Gustems |
| Daniel Richter    | Homínid (Moon-Watcher)                             | -                   |
| Douglas Rain      | com la veu de HAL 9000                             | Raúl Llorens        |
| Leonard Rossiter  | Dr. Andrei Smyslov                                 | Joan Pera           |
| Margaret Tyzack   | Elena                                              | Maifé Gil           |
| Robert Beatty     | Dr. Ralph Halvorsen                                | Jordi Rollo         |
| Sean Sullivan     | Dr. Bill Michaels                                  | Pep Ribas           |
| Frank A. Miller   | Control de Missió                                  | Eduard Elias        |
| Alan Gifford      | Pare d'en Frank Poole                              | -                   |
| Ann Gillis        | Mare d'en Frank Poole                              | Aurora Garcia       |
| Kenneth Kendall   | Presentador de la BBC                              | Luis Grau           |
| Martin Amor       | Entrevistador de la BBC                            | Jaume Comas         |
| Irena Marr        | Dra. Kalina                                        | Belén Roca          |
| Krystyna Marr     | Dra. Stretineva                                    | Gemma Ibáñez        |
| Penny Brahams     | Hostessa de l'estació espacial                     | Elisa Beuter        |
| Kevin Scott       | Miller (Membre de seguretat de l'estació espacial) | David Corsellas     |
| Edward Bishop     | Capità de la llançadora a la Lluna                 | -                   |
| Edwina Carroll    | Hostessa de la llançadora a la Lluna               | -                   |
| Heather Downham   | Hostessa                                           | -                   |
| Vivian Kubrick    | Squirt - filla del Dr. Floyd                       | -                   |

Els homínids són: Richard Wood (hominid matat per Moon-Watcher), Terry Duggan (hominid atacat pel lleopard), John Ashley, Peter Delmar, David Hines, Darryl Paes, Jimmy Bell, Tony Jackson, Joe Refalo, David Charkham, David Fleetwood, John Jordan, Andy Wallace, Simon Davis, Danny Grover, Scott Mackee, Bob Wilyman, Jonathan Daw, Brian Hawley, Laurence Marchant.
Els astronautes són: Bill Weston, Glenn Beck, Mike Lovell, John Swindells (tècnic al cràter lunar), Burnell Tucker (tècnic al cràter lunar).
La resta del repartiment per ordre alfabètic: S. Newton Anderson, Sheraton Blount, Ann Bormann, John Clifford, Julie Croft, Penny Francis, Jane Hayward, Marcella Markham, Kim Neil, Jane Pearl, Penny Pearl.

### Desenvolupament del guió
Poc temps després de finalitzar Dr. Strangelove (1964), Kubrick començà a mostrar fascinació per la possibilitat de la vida extraterrestre, i decidí fer «la pel·lícula proverbial de ciència-ficció».
En la seva recerca per trobar un escriptor adequat amb qui escriure un guió, Roger Caras, de Columbia Pictures, li recomanà Arthur C. Clarke, autor de diverses novel·les de ciència-ficció. Kubrick i Clarke es van conèixer per primera vegada el 22 d'abril de 1964 a Nova York.
Clarke oferí a Kubrick sis de les seves històries curtes, de les quals Kubrick trià El sentinella com a fonament del guió de la nova pel·lícula. Tots dos van dedicar la resta de 1964 a llegir novel·les, mirar pel·lícules de ciència-ficció i recol·lectar material i idees per al nou projecte. Clarke afirmà que la seva història curta «Encounter in the Dawn» va inspirar el capítol «El despertar de l'home».
Inicialment tots dos van decidir escriure primer la novel·la i després adaptar-la al cinema. La idea era escriure una novel·la d'Arthur C. Clarke i Stanley Kubrick, i d'aquesta extraure'n una pel·lícula de Stanley Kubrick i Arthur C. Clarke. Malgrat aquesta idea original i a causa de les necessitats cinematogràfiques d'un guió, la novel·la i la pel·lícula es van desenvolupar paral·lelament, amb idees que van ser intercanviades en les dues direccions. Parts de la novel·la van ser revisades basant-se en la versió final del guió, que era basat en versions prèvies de la novel·la. Kubrick ho explicà així:
Arthur C. Clarke va escriure un diari durant la seva col·laboració a 2001 en què queda plasmat el procés de desenvolupament del guió i la novel·la. Parts d'aquest diari van formar un llibre publicat l'any 1972: The lost worlds of 2001. Aquest procés començà en la segona meitat de 1964, continuà durant 1965 i, malgrat que la gravació de la pel·lícula ja havia començat, durant el primer trimestre de 1966 encara s'estava acabant d'escriure la novel·la i fent-hi petits retocs. Durant aquest temps, Stanley i Arthur intercanviaven propostes per al guió constantment en una pluja d'idees, fent que aquest travessés per diverses fases creatives en les quals es van incorporar un gran nombre de conceptes i després es van descartar o transformar. A l'estructura inicial basada en El sentinella, en què el descobriment del monòlit marcava la fi de la història, es van anar incorporant parts sense cap ordre. Durant un temps el títol de treball per al projecte va ser How the solar system was won, inspirat en la pel·lícula La conquesta de l'Oest. L'agost de 1964 apareix HAL 9000, que s'havia de dir Atena i tenir una veu i una personalitat femenina. El mes de novembre es comencen a posar idees per al que esdevindrà «El despertar de l'home», que aleshores havia de ser un salt temporal que interrompia la trama principal. A finals de desembre, quan el finançament del projecte va estar assegurat, el títol provisional era Jorney Beyond the stars, i els dos escriptors encara no havien decidit que succeiria a l'últim capítol de la pel·lícula/novel·la. Durant la primavera de 1965 la piràmide que apareix al Sentinella es transformà en un tetraedre, després en un cub transparent, per a acabar assolint la forma definitiva d'un monòlit negre. L'abril d'aquest mateix any Stanley va triar 2001: una odissea de l'espai com a títol de la pel·lícula; altres candidats van ser Universe, Tunnel to the stars i Planetfall. Al maig Arthur començà a treballar en possibles finals per al guió i inicialment tots els astronautes sobrevivien al viatge. La idea de deixar David Bowman com a únic supervivent, i que es transformés en un Star Child no es va decidir fins a l'octubre de 1965. El gener de 1966 Clarke finalment acaba el primer esborrany de la novel·la, afegint la rebel·lió de HAL i l'habitació d'hotel. Altres idees que van ser considerades per a finalitzar la trama van ser: acabar en el moment que en Bowman arribava a la nau dels extraterrestres, o disset alienígenes conduint un descapotable per la Cinquena Avinguda, rodejats per policies irlandesos, malgrat que això devia ser una broma que només ells dos comprenien.
Un cop fet el guió, aquest també va patir modificacions durant el procés de gravació de la pel·lícula. Inicialment es volia incloure entrevistes sobre vida extraterrestre amb científics i narració usant veu en off (quelcom que Kubrick havia fet servir en totes les seves pel·lícules anteriors). El guió també presentava un èmfasi en la Guerra Freda i l'equilibri de poders. També s'aprofundia més en el paper de HAL i la pressió psicològica a la qual es veu sotmès i que acaba provocant la seva fallada. Algunes d'aquestes idees, tot i no aparèixer en la pel·lícula, van sobreviure fins a la novel·la de Clarke, que utilitza Saturn com a destí final de la missió espacial, i manté la transformació de Bowman en un Star Child, que destrueix els satèl·lits armats amb míssils nuclears que orbiten la Terra.
Alguns canvis es van deure a problemes tècnics. L'equip de producció va ser incapaç de crear una imatge realista dels anells de Saturn, d'aquí el canvi de destinació a Júpiter, o el primer prototip del monòlit no es fotografiava bé. En un principi Kubrick volia que els homínids fossin més moderns, però a Metro-Goldwyn-Mayer no li va agradar la idea de mostrar gent despullada, de manera que van recomanar vestir-los una mica. En Kubrick no va estar d'acord amb aquest suggeriment, ja que no era històricament correcte i va decidir fer-los més primitius. Malgrat això, altres canvis es van deure al desig de Stanley Kubrick de fer una pel·lícula «poc verbal», i arribar a l'espectador a un nivell visual, que esquivés les restriccions de la llengua parlada i penetrés directament el subconscient amb el seu contingut emocional i filosòfic, en què el medi és el missatge.
El resultat final és que Clarke va optar per escriure una novel·la en què la trama és explicada de manera extensa i detallada. Per altra banda, Kubrick va decidir fer una pel·lícula més críptica i enigmàtica, amb molt poc diàleg i amb molt poques explicacions sobre els fets que hi succeeixen, en què la narració és conduïda principalment per les imatges, el simbolisme i la banda sonora.

#### Restes dels primers esborranys en la pel·lícula
Malgrat que el guió final va patir canvis, algunes de les idees dels primers esborranys apareixen en el film.

##### Vida d'origen extraterrestre
En la pel·lícula gairebé no es menciona vida d'origen extraterrestre, malgrat que la seva possible existència sigui la raó d'aquesta. L'única menció és al missatge final del Dr. Floyd en què parla del descobriment del monòlit a la Lluna, i que això evidencia l'existència de vida intel·ligent d'origen extraterrestre.
En el capítol final, «Júpiter i més enllà de l'infinit», Dave arriba a una estranya habitació després de viatjar per l'espai a través d'un «túnel de llum» o «porta espacial», l'origen i la finalitat de la qual no és explicada en la pel·lícula.
Segons en Douglas Trumbull (supervisor d'efectes visuals a 2001):
| « | una idea que Stanley perseguia era que quan en Keir (Dullea) arribés a l'habitació, que és una reconstrucció extreta de la memòria de Dave basada en el Dorchester Hotel on potser el personatge s'havia allotjat en el passat i que recordava, s'hi produiria un contacte amb els alienígenes o que aquests es manifestarien d'alguna manera... Simplement ens vam quedar sense temps ni diners per a poder fer-ho. | » |

En Keir Dullea coincideix amb l'origen de l'habitació, i creu que és usada pels extraterrestres per a fer sentir els humans «com a casa», d'una manera semblant als zoològics que decoren les gàbies dels animals. Els alienígenes posseeixen tecnologia molt avançada que els permet extraure els records i ser projectats.

L'astrònom Carl Sagan va ser consultat per Kubrick i Clarke sobre quina era la millor manera de mostrar vida extraterrestre. En un principi es volia utilitzar actors caracteritzats d'alienígenes, però Sagan argumentà la poca probabilitat que una forma de vida extraterrestre tingués forma humana, i que això introduiria un cert element de «falsedat» en la pel·lícula. Sagan va recomanar que era millor «suggerir» que no pas «mostrar» vida extraterrestre. Sagan va ser present a l'estrena de la pel·lícula i va dir: «Estic content de veure que he servit d'ajut».

##### HAL i la pressió psicològica
En els primers guions de la pel·lícula s'explicava d'una manera més clara què provoca els errors de HAL. L'ordinador és obligat per les autoritats a la Terra a mantenir informació secreta sobre la missió i la seva finalitat real, investigar d'on prové el monòlit. Els astronautes desconeixen aquest fet i això obliga HAL a mentir o dir mitges veritats. En una conversa, finalment descartada pel film, Frank Poole qüestiona en HAL: «En David i jo creiem que hi ha alguna cosa sobre aquesta missió que a nosaltres no se'ns va dir, alguna cosa que la resta de la tripulació sap i que tu també saps. Voldríem que ens diguessis si és cert.» HAL contesta de manera enigmàtica: «Em sap greu, Frank, però no crec que pugui respondre aquesta pregunta sense conèixer què és el que sabeu vosaltres.»
Per a HAL la missió és el més important, ja que és la raó de la seva existència, i la possibilitat que un error humà causat pel desconeixement la posi en perill, el neguiteja. HAL es debat entre explicar la veritat als astronautes o mantenir el secret. Això acaba provocant un conflicte psicològic a l'ordinador, cosa que l'empeny a detectar erradament la fallada de la unitat AE35.
Tot i que la idea de HAL patint les conseqüències de l'estrès apareix en la pel·lícula, és de manera molt superficial, i només es menciona el fet que hi havia informació que els astronautes desconeixien en el missatge pregravat del Dr. Floyd.

##### Satèl·lits d'ús militar
Una altra idea que va desaparèixer de la pel·lícula és la finalitat bèl·lica dels satèl·lits que apareixen orbitant la Terra. La famosa escena de l'os, llançat enlaire per un homínid, que es transforma en un satèl·lit, tenia una veu en off que explicava que aquest era armat amb míssils nuclears. També s'explicava la situació a la Terra, on hi havia vint-i-set nacions amb armes nuclears, i el fet que ningú creia que la pau duraria per sempre. Piers Bizony explica en el seu llibre 2001 Filming the future que després que les maquetes dels satèl·lits foren construïdes, Kubrick va decidir que no volia cap connexió amb Dr. Strangelove i va optar per fer menys òbvia la finalitat bèl·lica d'aquests.

### Rodatge
Les primeres imatges que es van gravar per a la pel·lícula van ser l'excavació lunar per a desenterrar el monòlit. La gravació es va fer als Shepperton Studios, ja que el decorat era massa gran per a Borhamwood. El set feia 18 x 36 x 18 metres. Es va començar a rodar el 29 de desembre de 1965.
El decorat només cobria la zona d'excavació, i la resta de paisatge lunar va ser afegit un any després. La producció es va traslladar el gener 1966 als estudis més petits de MGM-British a Borehamwood, on es va gravar la resta de l'acció i els efectes especials, començant amb les escenes que impliquen el Dr. Floyd a la nau Orion. L'estudi va ser descrit com «un centre neuràlgic palpitant... amb el mateix ambient frenètic que Cap Kennedy durant les etapes finals del compte enrere.»
L'única escena no filmada en un estudi —i l'última escena rodada— és la seqüència en què l'homínid esclafa un crani utilitzant un os com a eina. Es va construir una petita plataforma elevada en un descampat a prop de l'estudi, perquè la càmera pogués disparar cap amunt amb el cel com a fons, evitant els cotxes i camions que passaven a distància.
La filmació d'actors va acabar el setembre de 1967, i des de juny de 1966 fins a març de 1968 Kubrick va passar la major part del seu temps treballant en els 205 efectes especials que apareixen en la pel·lícula. El director va ordenar als tècnics d'efectes especials d'utilitzar el procés laboriós de crear tots els efectes visuals «a la càmera», evitant degradar la qualitat d'imatge amb l'ús de croma i tècniques de sobreposició. Encara que aquesta tècnica, coneguda com a «held takes», va donar lloc a una millor qualitat d'imatge, va significar que la pel·lícula exposada havia de ser emmagatzemada durant llargs períodes entre preses, a vegades per períodes de fins a un any. El març de 1968, Kubrick va acabar l'edició de preestrena de la pel·lícula, fent el seu muntatge final just uns dies abans de la distribució nacional de la pel·lícula l'abril de 1968.
Inicialment era previst fotografiar la pel·lícula en Cinerama (utilitzant tres tires de negatius), com en La conquesta de l'oest, perquè era part d'un acord de producció i distribució entre MGM i Cinerama Releasing Corporation, però va haver de ser canviat a Super Panavision 70 (que utilitza un sol negatiu de 65 mm) gràcies al consell del supervisor d'efectes especials Douglas Trumbull, a causa dels problemes de distorsió amb el sistema de Cinerama amb tres negatius. El processament de color i les impressions en 35 mm van ser fets utilitzant el procés de transferència de Technicolor. Les impressions en 70 mm van ser fetes per MGM Laboratories, Inc. en Metrocolor. La producció va sobrepassar en 4,5 milions de dòlars el pressupost inicial de 6 milions i va ser acabada amb sis mesos de retard.

### Efectes especials
Els efectes especials utilitzats a 2001, la construcció de decorats i de maquetes de naus espacials molt detallades, donaren un aspecte «realista» a la pel·lícula que l'apartà de les produccions de sèrie B en què la ciència-ficció havia sigut tan popular en els anys 50 i 60. Amb mitja dotzena de càmeres treballant alhora en diferents escenes i 205 seqüències amb efectes especials, requerint una mitjana de deu processos diferents per seqüència, que normalment eren realitzats amb mesos de separació. Va caldre un centre neuràlgic amb tres persones treballant-hi constantment per a organitzar tota la informació i mantenir la gravació sota control. Potser la característica més inusual de 2001 és el fet que la il·luminació era part integral dels decorats, amb molt poca il·luminació complementària, amb l'única excepció del primer capítol. Kubrick no sabia on posaria la càmera abans de construir els decorats i, per tant, van ser dissenyats i construïts per a poder ser gravats des de qualsevol angle, sense cap compromís.
| «                  | Dir que 2001 és una peça d'entreteniment espectacular, així com un tour de force tècnic, és veritat, però és més que això. En la totalitat de la seva dimensió, la producció pot ser considerada el millor exemple d'una aproximació d'autor a fer pel·lícules, un concepte en el qual una sola entitat creativa és, en tot el sentit de la paraula, l'autor de la pel·lícula. En aquest cas no hi ha dubte que Stanley Kubrick és l'autor. És la seva pel·lícula. En cada fotograma de 70 mm la seva imaginació, la seva tècnica, el seu sentit de l'estètica i la seva creativitat artística hi són presents. Malgrat això, ell és el primer a insistir que el resultat és un treball en grup i donar crèdit a les 106 persones que hi posaren esforç i coneixements i que dedicaren fins a quatre anys en la creació de la pel·lícula. | » |
| — Herb A. Lightman | |   |

Per al capítol «El despertar de l'home» calia mostrar la Terra com era fa quatre milions d'anys i era necessari trobar paisatges adequats. Un cop trobat el lloc, una àrea remota del sud-oest africà, es va decidir que el millor era no traslladar tot l'equip de gravació a l'Àfrica i que es faria als estudis de Borehamewood, Anglaterra. Un grup de fotògrafs va ser enviat al lloc escollit per a prendre les imatges necessàries. Stanley tenia diverses opcions per a reproduir els paisatges adequats, com l'ús de croma o simplement utilitzant paisatges pintats, però cap d'aquestes tècniques produïa l'efecte desitjat per al director, per tant es va decidir utilitzar la projecció frontal. Malgrat que la tècnica havia estat utilitzada anteriorment per fotògrafs i en la televisió, mai s'havia fet servir en el cinema a tan gran escala. La gravació es va realitzar utilitzant un sol plató de l'estudi. Per a produir el fons dels decorats es van fer servir diapositives Ektachrome de 8”x10” (20x25 cm), que eren projectades en una pantalla de 110 peus d'amplada (33,5 metres). El format més gran de diapositives utilitzat fins aleshores havia estat 4”x5”, però, segons el mateix Stanley:
| « | Havia fet proves utilitzant 4”x5” i el resultat era gairebé prou bo i estava convençut que utilitzant 8”x10” l'efecte seria perfecte... El més difícil era trobar el balanç entre la il·luminació dels objectes del primer pla i la intensitat de llum de les imatges projectades. Ara que ja ho he fet, estic convençut que, si es fan servir diapositives per al fons, 8”x10” és essencial. Perquè, si no tens un excedent de resolució, patiràs degradació en la imatge projectada… | » |

El projector, que va haver de ser construït especialment per a la pel·lícula, amb l'ajut de Tom Howard, supervisor d'efectes especials de la Metro-Goldwyn-Mayer, tenia una làmpada d'arc intensificada refrigerada amb aigua, un vidre especial que absorbia la calor de la làmpada per a evitar que es cremessin les transparències i lents condensadors que ocasionalment es trencaven a causa de la forta calor. Durant el període de proves del sistema de projecció es van adonar que la forta calor de la làmpada pelava capes d'emulsió de les diapositives en qüestió de minuts i van haver d'afegir més filtres de calor. Malgrat això, varen decidir fer servir còpies per a les proves i només fer servir els originals per als pocs minuts que la càmera gravava. Com que qualsevol residu o pols a les transparències apareixeria ampliat a la pantalla, la persona que canviava les diapositives havia de portar guants i màscara de cirurgià.
La pantalla de projecció feia 40x110 peus (12x33,5 metres) i era construïda d'un material reflector especial que contenia una capa emmirallada i era capaç de reflectir cent vegades la llum que hi era projectada, és a dir, per cada lux d'il·luminació projectat, la pantalla en retornava 100. La pantalla va ser construïda utilitzant franges de 110 peus de llargada, però petites inconsistències de reflexió entre els diferents carrets de material creaven imperfeccions que eren captades per la càmera. Per a solucionar aquest problema es va decidir tallar el material en peces petites i multiformes creant un efecte semblant al trencadís.
El projector era situat fent un angle de 90° amb la càmera i projectava les imatges sobre un mirall de dues direccions de 36” (91,44 cm) d'amplada. Aquest era situat 8” (20,32 cm) davant la càmera amb un angle de 45° amb l'objectiu i les seqüències eren gravades a través del mirall. Era imprescindible mantenir la càmera, el projector i el mirall alineats constantment per a evitar aberracions cromàtiques. Per a aquesta tasca es va construir una estructura d'acer per a muntar-los. Les imatges eren projectades al centre del mirall, que era el mateix punt per on gravava la càmera, i d'aquesta manera s'aconseguia que la llum reflectida per la pantalla de projecció arribés a la càmera. Això era necessari per les qualitats del material utilitzat per a construir-la, que només reflectia la totalitat de la llum en la mateixa direcció en què l'havia rebuda. Malgrat la gran quantitat de llum reflectida per la pantalla, es va utilitzar una obertura d'objectiu f2 per a mantenir la nitidesa i la profunditat de camp.
El grup d'homínids estava format per actors, mims, ballarins i dues cries de ximpanzé. Els actors havien d'estar ben prims i ser estrets als malucs, d'aquesta manera no apareixien massa grassos un cop es posaven la disfressa d'homínid. Per a poder donar expressivitat facial als simis, i mantenir un aspecte realista, es van crear unes mascares de goma que cobrien tot el cap de l'actor, a les quals es va aplicar cabell de la mateixa manera que es fa amb les perruques. Les boques, les dents i les llengües eren falses, i els actors feien servir la seva llengua per a activar una sèrie d'interruptors que movien els llavis del simi, la resta del morro era elàstic i s'obria o tancava seguint els moviments de la barbeta de l'actor. Mil cinc-centes làmpades, controlades individualment, il·luminaven el plató. Dan Richter, l'actor que feia el paper de moonwatcher, va ser l'encarregat de crear la coreografia dels simis. Per a aquesta tasca Stanley li va donar una càmera de vídeo i l'envià al zoo de Londres a estudiar els micos, on Dan va anar a gravar durant mesos i fins i tot va fer amics, un goril·la anomenat Guy a qui Dan li explicava els problemes. Tant Daniel com Stanley varen decidir donar diferents personalitats a cada homínid, així cada actor o mim podia actuar i desenvolupar un caràcter.
La projecció també s'utilitzà per a animar monitors i pantalles a les naus que apareixen en la pel·lícula. Aquestes, en realitat, només eren miralls en els quals es projectaven les imatges desitjades. Això explica l'aparició de televisors de pantalla plana i d'una tauleta tàctil en una pel·lícula dels anys 60. Per a crear els missatges d'informació que apareixen a les pantalles de les naus es va utilitzar una càmera Mitchell de 35 mm amb motor stop-motion. Per a altres seqüències va caldre usar mètodes propis d'animació convencional. La realització de tots els missatges i les seqüències animades va durar gairebé un any. En l'escena en què apareix el Dr. Floyd a bord de l'avió de la companyia Pan Am dormint, es pot apreciar que els seients de la nau són equipats amb televisors. La pel·lícula que es mostra a la pantalla petita va ser realitzada pel mateix Kubrick. Stanley va enviar un equip a Detroit per a gravar i fotografiar interiors i exteriors d'un prototip de cotxe futurista, possiblement un model de la companyia Ford. Els interiors van ser fotografiats sense seients en Ektachrome 4”x5” i els exteriors van ser gravats en 35 mm. La pel·lícula va ser realitzada utilitzant seients falsos i projectant els interiors del cotxe sobre una pantalla de projecció. La pel·lícula, després, va ser projectada sobre el petit televisor/mirall de la nau. Hi ha una segona pel·lícula dintre de la pel·lícula projectada als monitors de la nau Aries, que mostra imatges de gent practicant arts marcials. Aquest film també va ser creat per Stanley Kubrick i projectat sobre una superfície emmirallada. La conversació del Dr. Floyd amb la seva filla va ser gravada pel mateix Stanley a casa seva, fent servir la seva filla Vivian com a actriu.
Els models de les naus eren els més detallats que s'havien produït per al cinema fins al moment. Aquesta tasca va ser encarregada a Harry Lange i Frederick Ordway, que havien treballat a la NASA. Una vegada acabats els dissenys, va començar la construcció de l'estructura, un procés que durà mesos. Es van utilitzar materials tan diversos com la fusta, la fibra de vidre, l'acer, el llautó, el plexiglàs i l'alumini, cable elèctric, plàstic modelat amb calor, tubs i milers de peces extretes de maquetes d'avions, cotxes, naus espacials o vaixells de guerra. Una delegació de l'equip de producció va ser enviada a una exhibició internacional de modelisme a Alemanya per a triar els millors kits disponibles.
Els models havien de ser perfectes per a no imposar restriccions a la fotografia i permetre que la càmera s'hi pogués acostar tant com volgués sense pèrdua de detall o realisme. Cada nau va ser construïda a l'escala més convenient per a aquest model i sense cap relació amb les mides d'altres naus, amb l'excepció de la nau Discovery 1 i un Pod que apareixien junts en una escena. Les escenes de la nau Orion acostant-se a l'estació espacial van resultar extremadament complexes, ja que els dos models no pogueren ser construïts utilitzant la mateixa escala. Les mides dels diferents models eren aproximadament: Orion (avió Pan Am), 1 m de llarg; l'estació espacial, 2,5 m en diàmetre; l'Aries, 60 cm de diàmetre; l'autobús lunar, 60 cm de llargada; el Discovery 1, 16,5 m, acompanyat d'un Pod de 33 cm; la cabina del Discovery 1 feia 2 m de diàmetre i es va construir un model de la nau de 4,5 m per a ser fotografiat des de lluny; els satèl·lits, alguns dels quals no van ser mai utilitzats, feien aproximadament 1 m de llarg. Totes les parts movibles de les naus eren motoritzades i es movien a molt poca velocitat, ja que les seqüències eren gravades a càmera lenta, amb una exposició de quatre segons per fotograma, amb la mínima obertura de l'objectiu possible per a mantenir així la nitidesa tant en les parts més properes a l'objectiu com en les més allunyades.
Els models de la superfície lunar també requerien profunditat de camp i van ser construïts amb perspectiva forçada, utilitzant pedres molt grans a la superfície més pròxima i muntanyes molt petites situades uns centímetres més enrere. Per a aconseguir unes maquetes amb aspecte realista, es feien transparències de 70 mm dels esquetxos, que després eren projectades sobre la superfície de treball des del punt on es gravaria l'escena i utilitzant el mateix objectiu. Malgrat això, en alguns casos, per a mantenir la proporció adequada, va caldre prendre dues fotografies dels esquetxos, una enfocada per a proximitat i una segona enfocada per a llunyania. Els resultats s'imprimien en gran format, es tallaven per la meitat, es muntaven, retocaven i després fotografiaven de nou en la sala d'animació per a ser projectats més tard.
Les primeres seqüències amb acció a l'espai van ser les de la nau Orion. Per a crear l'efecte del bolígraf suspès en gravetat zero, simplement s'utilitzà un vidre rodó i es va enganxar el bolígraf utilitzant cinta adhesiva de dues cares. Un membre de l'equip feia girar el vidre amb el bolígraf enganxat mentre la càmera gravava. Per a les seqüències a l'interior de l'estació espacial es va crear un decorat amb el terra corbat que feia uns 90 m de llargada i s'elevava al cantó més alt uns 4 m. La major part de la seqüència es va realitzar a la part més baixa del decorat. Les imatges de la Lluna que es poden veure des de les finestres es van aconseguir utilitzant projecció convencional de transparències. Les seqüències amb l'hostessa caminant per la nau Aries es van gravar en un decorat giratori, amb la càmera, la il·luminació i el decorat girant mentre l'hostessa romania en el mateix lloc. Va caldre un altre arranjament semblant per a la seqüència en què Frank i Dave caminen pel tub central de la nau Discovery 1. El decorat constava de dues seccions giratòries independents. Amb la càmera agafada a la primera secció, l'altre tram girava, els astronautes caminen passadís endins, i en el moment que canvien a la segona secció, aquesta s'atura, el primer tram i la càmera comencen a girar en direcció contrària.
Per a la gravació d'escenes a l'espai Stanley volia que el resultat fos el més versemblant i realista possible, i mantenir una fotografia de qualitat, nítida i clara. També era important trobar una il·luminació escaient, tant per al fons amb estrelles com per a les naus i els interiors d'aquestes que apareixen a les finestres, sense perdre profunditat de camp i que al mateix temps simulés la llum a l'espai que procedeix d'una sola font, el Sol, cosa que va resultar impossible de realitzar en una simple presa. Una solució hauria sigut penjar les naus del fil d'una canya de pescar i fer-les volar per davant de l'objectiu sobre un fons estrellat. Malgrat això Stanley va preferir l'ús de diferents tècniques cinematogràfiques i del muntatge per a produir l'efecte que ell desitjava. La solució va ser gravar cada objecte per separat i després editar i muntar-ho tot. Però en la majoria dels casos també s'havia de tenir en compte el moviment de la càmera, que havia de ser repetit de manera precisa per cada presa si es volia que el muntatge fos versemblant.
Per a poder repetir els moviments de la càmera de manera precisa i acurada, aquesta es va muntar en una estructura d'acer motoritzada. La càmera es podia desplaçar, inclinar o fer panoràmiques de manera automàtica gràcies als motors sincronitzats que feia servir i que li permetien repetir un moviment, de manera exacta, tantes vegades com calgués. Aquests motors estaven sincronitzats amb el mecanisme de la càmera i una pista de sincronització a la pel·lícula, cosa que els permetia variar la velocitat de gravació i els moviments de l'estructura simultàniament. Per a compondre una seqüència com per exemple una nau que passa volant i en què es pot apreciar l'interior a través de les finestres, primer es programaven els moviments de la càmera. El següent pas era gravar la nau amb l'exterior il·luminat adequadament, però amb les finestres cobertes de vellut negre. La càmera tornava al seu punt original i es rebobinava la cinta fins al punt exacte en què començava l'escena. Es tornava a gravar la seqüència, aquesta vegada amb l'exterior cobert de vellut i les imatges de l'interior projectades sobre les finestres. Després s'hi afegia el fons, que era un muntatge creat a la sala d'animació. Els estels van ser creats amb una placa de metall negra amb forats il·luminats des del darrere i gravat en blanc i negre amb una càmera Mitchell de 65 mm. Els planetes eren reproduccions en pintura impreses en transparències il·luminades des del darrere i eren gravats per separat i muntats sobre el fons d'estrelles. En aquest punt era important que cada vegada que es feia un muntatge i es creava un nou negatiu, no perdre qualitat d'imatge ni que els colors perdessin brillantor, o que el negre perdés profunditat i foscor. Un cop creat el fons i amb ajut d'una plantilla quadriculada, es pintaven de negre els estels que quedaven «darrere» de la nau, fotograma per fotograma, seguint la seva trajectòria. Aquest últim pas era necessari per a evitar que apareguessin estels a les zones ombrejades de les naus un cop fet el muntatge. Les gravacions del fons i de les naus eren enviades a Technicolor que s'encarregava de muntar-les i extraure'n el negatiu final. Malgrat aquesta explicació d'una escena simple, en la majoria de casos, va caldre fer servir tècniques diferents i arranjaments molt complexos depenent de les necessitats de cada escena.
L'interior de la nau Discovery 1, amb la seva roda centrifuga, contenia alguns dels decorats més complicats i difícils de produir. La roda centrífuga va ser construïda per Vickers-Armstrong Engineering Group amb un cost de 750.000 $. Disposava d'un esquelet d'acer i un mecanisme que la feia girar d'una manera similar a la d'una roda de fira convencional. La roda girava a una velocitat de 3 km/h i tenia tots el mobles, cadires i taules, així com els mòduls d'hibernació, enganxats fermament al terra del decorat. Tots els projectors necessaris per als monitors de la nau, els sistemes electrònics i la il·luminació necessària per a l'interior del decorat, havien d'estar amagats i poder funcionar durant la rotació de 360° de la roda. S'utilitzaren dos arranjaments de càmera diferents per a poder gravar a l'interior del decorat. Stanley Kubrick ho explicava en una entrevista:
| « | El primer tipus d'arranjament consistia en una càmera fixada al decorat. Quan aquest girava un arc de 360°, la càmera girava amb ell. Malgrat això, en termes d'orientació visual, la càmera no «sabia» que es movia, és a dir, el resultat en pantalla és que la càmera està quieta mentre l'actor se n'allunya, puja per la paret, passa per sobre de la càmera i torna a baixar per l'altre costat. En el segon tipus d'arrengament, aquesta era muntada en un cotxet i es quedava al fons amb l'actor, mentre tot l'escenari girava al seu voltant, cosa que no va ser bufar i fer ampolles. Com que la càmera havia de mantenir-se a certa distància de l'actor calia que aquesta estigués uns metres costa amunt, i fer-la estar en aquella posició mentre el decorat es movia. Això fou possible gràcies a un cable d'acer agafat a l'exterior del decorat i que subjectava el cotxet amb la càmera a través d'una ranura al centre del passadís i que recorria tota la roda. La ranura era coberta amb una llengüeta de plàstic, que la tornava a cobrir un cop el cotxet ja havia passat. | » |

Kubrick seguia la gravació des de l'exterior del decorat amb ajut d'una càmera de vídeo instal·lada al costat de la càmera de cinema. Per a assegurar-se que la il·luminació era adequada en tot moment es feia servir una Polaroid. Stanley i Geoffrey Unsworth van idear un sistema de correlació entre els ajustos de la càmera de gravació i els resultats obtinguts amb una Polaroid carregada amb pel·lícula en blanc i negre de 200 ASA. Per a l'escena en què Dave entra a la roda centrifuga per la comporta central, baixa per unes escales i camina al voltant de la roda fins a trobar-se amb Frank, Frank va haver de ser lligat a la cadira i estar-se de cap per avall mentre Dave s'hi anava acostant.
Per a les escenes amb astronautes fent passejos espacials, Kubrick no volia que aparegués cap cable a la pantalla. Totes les seqüències es varen gravar amb la càmera a terra apuntant directament cap amunt, amb el sostre de l'estudi recobert de vellut negre i amb els actors i els Pods penjats en cables que quedaven amagats darrere seu. Es van utilitzar tres tipus d'arnesos diferents depenent de si els astronautes anaven de cap per avall, cap amunt o de perfil. Va caldre l'ús d'un doble que feia de Frank mort per a l'escena en què Dave surt a recuperar el seu cos. El Pod estava quiet, mentre l'astronauta, penjat d'una plataforma movible, era transportat cap als braços mecànics de la nau. A l'escena en què Dave entra a la nau per la porta d'emergència es va utilitzar un decorat vertical. La càmera es va situar al fons del compartiment, apuntant cap amunt, i Dave va ser baixat des de dalt. La seqüència es van gravar a 96 fotogrames per segon. Quan la imatge era alentida es creava «l'efecte visual» de gravetat zero. Les seqüències dintre de la central de memòria de HAL també van ser realitzades en un decorat vertical, penjant l'actor i gravant des de terra. Per a poder crear les imatges en què Frank s'allunya de la nau fins a esdevenir un punt a l'espai, es va fer una pel·lícula de 65 mm amb l'astronauta girant. Aquesta va ser projectada en una petita superfície sobre un fons de vellut negre i va ser regravada amb la càmera allunyant-se a poc a poc.
Per a les seqüències psicodèliques de la «porta espacial» es va utilitzar la tècnica de slit scan. Aquesta tècnica fotogràfica crea distorsió a les imatges i s'aconsegueix amb moviment de la càmera sobre un pla amb un temps d'exposició elevat. Per a 2001 es van usar transparències, il·luminades des del darrere, amb dissenys abstractes, circuits impresos, dissenys arquitectònics i imatges d'estructures moleculars preses amb microscopi. Es va utilitzar una càmera Mitchell de 65 mm amb una obertura d'objectiu f/1.8 i un temps d'exposició de 60 segons. D'aquesta manera s'aconseguia una imatge nítida des de 3 m fins a 4 cm de distància de l'objectiu. La càmera se situava en una rampa vertical per on descendia, prenent una sola fotografia en el procés. El resultat amb la càmera a la posició més llunyana de la rampa, és un punt de llum que es va engrandint a mesura que l'objectiu s'acosta a la transparència, fins que la imatge acaba desapareixent fora de marc. Per a crear moviment les transparències s'anaven desplaçant de mica en mica entre fotografies. Aquest procés d'animació s'ha de repetir per cada fotograma i calen 240 passades per a crear 10 segons de pel·lícula a 24 fotogrames per segon. Per a crear els tetraedres es van utilitzar tetraedres de material reflector, en què una seqüència de 35 mm de slit scan era projectada sobre una de les cares. Aquest procés es repetia per cada cara de cada tetraedre. El fons es creava amb una variació de la tècnica en què les transparències eren projectades sobre una superfície cilíndrica de plexiglàs emmirallat. D'aquesta manera el resultat final no és un pla que ocupa tota la pantalla. Les seqüències que mostren nebuloses i estrelles explotant van ser creades utilitzant gotes d'esmalts, pintures i d'altres productes químics de diferents densitats i colors dissolts en aigua. Aquestes seqüències utilitzaven un camp de gravació no més gran que un paquet de tabac. Les imatges de terres estranyes en un planeta desconegut eren simples gravacions preses des de l'aire i després retocant el model de color CMYK.
El monòlit va resultar complicat de fer, ja que Stanley tenia una idea molt precisa de l'aspecte que havia de tenir. Diverses peces de pedra van ser tallades, treballades i polides, per a acabar apareixent en pantalla com a blocs inerts sense la presència necessària. El plàstic tampoc va donar bons resultats sota la il·luminació de l'estudi. Les pintures mats no tenien el volum necessari. Finalment es va aconseguir l'efecte desitjat amb un bloc de fusta recobert amb una barreja de pintura i grafit de llapis. La barreja s'aplicava, es polia, es tornava a aplicar i a polir, així successivament fins a aconseguir un color negre profund que no reflectia la llum. Tocar el monòlit amb les mans greixoses era considerat una ofensa de caràcter capital. Durant el temps que durà la gravació els monòlits eren recoberts amb cotonets i plàstic. Es van usar fins a cinc models de monòlit diferents, amb llargades des dels 30 cm fins als 12 m. Stanley hauria volgut fer alguna cosa més complexa, però va resultar impossible de fer amb els efectes especials de l'època. La idea era un cub transparent on apareixien imatges que «ensenyaven» als simis com crear i fer servir estris, o el camí a una vida millor. Es va construir un cub de metacrilat amb superfícies gairebé perfectament planes, amb un cost elevat. Malgrat això, la superfície no era òpticament pura i no va produir l'efecte desitjat. La idea es va abandonar i així fou com un tros de fusta pintada va aconseguir convèncer l'espectador que allò que apareixia a la pantalla era un objecte d'origen extraterrestre amb poders sobrenaturals.

### Banda sonora, diàlegs i efectes sonors
La banda sonora té un paper important en la pel·lícula. La poca quantitat de diàlegs, seqüències amb llargs silencis i l'ús de música ja composta, i en alguns casos coneguda, en comptes d'utilitzar una banda sonora creada especialment per a la pel·lícula, fa que la banda sonora i els efectes de so adquireixin una especial rellevànica per a l'espectador. Els compositors i les obres utilitzades són:
| Obra                                                              | Compositor                      | Intèrprets                                                                                              |
| ----------------------------------------------------------------- | ------------------------------- | --- |
| Lux Aeterna                                                       | György Ligeti                   | Stuttgart Schola Cantorum Clytus Gottwald, director                                                     |
| Així parlà Zaratustra                                             | Richard Strauss                 | Wiener Philharmoniker (sense acreditar) Herbert von Karajan, director (sense acreditar)                 |
| Requiem (per a soprano, mezzosoprano, dos cors mixts i orquestra) | György Ligeti                   | The Bavarian Radio Orchestra Francis Travis, director                                                   |
| Al bell Danubi blau                                               | Johann Strauss II               | Berliner Philharmoniker Herbert von Karajan, director                                                   |
| Gayaneh Ballet Suite                                              | Aram Khatxaturian               | Leningrad Philharmonic Orchestra Guennadi Rojdéstvenski, director (per cortesia de Deutsche Grammophon) |
| Atmosphères                                                       | György Ligeti                   | The Southwest German Radio Orchestra Ernest Bour, director                                              |
| Adventures (sense acreditar)                                      | György Ligeti                   | The International Chamber Ensemble Darmstadt Bruno Maderna, director                                    |
| Daisy Bell (Bicycle build for two)                                | Harry Dacre                     | Douglas Rain (en català: Raúl Llorens)                                                                  |
| Happy Birthday to You                                             | Mildred J. Hill i Patty S. Hill | Alan Gifford i Ann Gillis (en català: Aurora Garcia i veu del pare de Frank)                            |

L'ús de música composta prèviament ja s'havia fet anteriorment a Hollywood, malgrat que el més comú era compondre música especialment per a la pel·lícula. Certament en l'actualitat hi ha moltes pel·lícules que utilitzen peces conegudes d'artistes de rock, òpera o música clàssica. Tampoc era res de nou utilitzar la mateixa peça de música per a emmarcar fets importants, en el cas de 2001 Kubrick fa servir Així parlà Zaratustra quan es produeix un pas evolutiu, o el Rèquiem de György Ligeti cada cop que apareix el monòlit, excepte en l'última aparició d'aquest al peu del llit. Al bell Danubi blau també és usat en dues seqüències de viatges per l'espai, malgrat que no es fa servir com a acompanyament musical de les naus durant tota la pel·lícula. Aquesta tècnica cinematogràfica es fa servir per a reforçar la narrativa i ja havia sigut usada innumerables vegades, com en Allò que el vent s'endugué, i el tema principal de la pel·lícula que apareix en moments decisius de la trama, així com la resta de peces musicals que apareixen en la pel·lícula havien estat compostes amb anterioritat.
L'elecció de les peces musicals és, si més no, encertada des d'un punt de vista cinematogràfic i artístic. Certament compleixen el propòsit de reforçar la trama i complementar les imatges. En el cas de Al bell Danubi blau acompanyant el moviment de les naus espacials, la música s'afegeix a la bellesa de la fotografia. La utilització d'aquesta peça, coneguda per la majoria del públic, també aporta significat a les escenes gràcies als records que evoca en l'espectador i ajuda a crear el contrast entre les escenes d'homínids grunyint i l'aspror de la sabana amb el refinament de la Viena imperial del s. XIX, els palaus majestuosos i els balls de saló de l'època. El tempo del vals, 3/4, dona un sentit rítmic a les imatges que ens transporten per un univers de precisió que funciona com el mecanisme d'un rellotge. Aquesta obra va ser escollida gràcies a Christiane Kubrick, la dona de Stanley, a qui li havia arribat la nova gravació de Herbert von Karajan i que Stanley escoltava mentre editava la pel·lícula. Una altra peça clau és Així parlà Zaratustra, que apareix als títols de crèdit a l'inici de la pel·lícula i quan es produeix un pas evolutiu. Primer, en el moment en què els homínids descobreixen com fer servir un os com a estri, i més tard quan David Bowman es transforma en un Star Child. La música de Richard Strauss va ser inspirada per l'obra de títol homònim del filòsof Nietzsche, una obra en la qual es tracta l'evolució de simi a home i d'home a superhome.
La música menys convencional i de caràcter més futurista que apareix a 2001 és la de György Ligeti. Lux Aeterna apareix a l'obertura de la pel·lícula i l'obertura d'«Intermissió», dues escenes sense imatges en què només es pot sentir la peça de Ligeti, i durant el viatge en autobús lunar del Dr. Floyd. Lux Aeterna és una obra composta per a veus en què una sèrie d'acords sostinguts flueixen d'un a l'altre, sense tempo i amb un concepte de l'harmonia i la melodia poc convencionals. Aquest caràcter espectral i etern de la música de Ligeti també és present en les altres peces d'aquest compositor escollides per Kubrick. El Requiem utilitzat durant les aparicions del monòlit crea un ambient de suspens i incògnita en la presència d'un objecte estrany que pertany a un altre món. El to surrealista de les obres de Ligeti també ens acompanyen en el viatge per la «porta espacial» amb el tema Atmosphères, l'única obra de Ligeti que apareix completa en el film. El tema Adventures, tot i que lleugerament modificat electrònicament i pel qual Ligeti no és acreditat, ens introdueix a la cambra «Lluís XVI».
L'obra d'Aram Khatxaturian utilitzada per a complementar les imatges de Frank Pool corrent a la roda centrífuga, és l'única música utilitzada en el capítol «Missió a Júpiter». El Gayaneh Ballet Suite introdueix un canvi d'escena, un salt temporal de divuit mesos i nous personatges, els astronautes en missió a Júpiter. La delicadesa de la música ajuda a transmetre una sensació de calma i harmonia dintre de la nau, on la rutina diària es barreja amb el pas del temps.
Finalment, els dos únics temes gravats especialment per a la pel·lícula. Daisy Bell (bicycle build for two) és el tema que HAL canta per a Dave mentre aquest el desconnecta. Aquesta cançó va ser el primer tema interpretat per un ordinador. L'any 1962 el físic John Larry Kelly Jr dels Laboratoris Bell va utilitzar un ordinador IBM 704 per a crear veus utilitzant un sintetitzador. La veu va ser programada pel mateix Kelly amb l'ajut de Carol Lochbaum i l'acompanyament musical va ser programat per Max Mathews. Arthur C. Clarke coneixia aquest fet i va decidir que aquesta fos la cançó interpretada per HAL. En algunes versions no angleses de la pel·lícula s'utilitzen altres cançons; així en la versió francesa HAL ens interpreta «Au claire de la lune», en la versió alemanya HAL 9000 canta «Hänschen Klein» i en la versió italiana l'ordinador ens delecta amb «Giro giro tondo». El tema «Moltes felicitats» és interpretat pels pares de Frank Pool pocs minuts abans que aquest mori.
Juntament amb la banda sonora, la manca de diàleg és una altra de les característiques de 2001. Aquesta manca de diàleg és deguda a l'objectiu de Kubrick de fer una pel·lícula poc verbal i que no usés narrativa convencional. La pel·lícula conté uns 40 minuts de diàleg, per tant hi ha uns 100 minuts on tan sols la música, les imatges i els efectes de so fan avançar la narració. Part d'aquest temps és ocupat per «El despertar de l'home», uns 20 minuts, en què els grunyits dels homínids es poden considerar una forma de diàleg molt primitiva, si més no una forma de comunicació bàsica. La poca quantitat de diàleg i l'aparent banalitat d'aquests no donen gaires pistes sobre els fets que succeeixen a la pantalla. De fet, la finalitat de la missió a Júpiter i l'origen extraterrestre del monòlit no són revelats fins al missatge final del Dr. Floyd, que són les últimes paraules que es poden sentir en la pel·lícula. El diàleg és aspre, ja que els actors van rebre instruccions de mantenir un to neutre i poc expressiu. L'única excepció és HAL que, tot i ser un ordinador, és l'únic personatge que mostra una personalitat humana quan expressa el seu neguit i les seves preocupacions sobre la missió obertament i que comunica que la idea de ser desconnectat l'espanta i que té por. Un exemple clar d'aquesta manca d'expressivitat dels personatges es fa ben palesa en la fredor amb què Frank Pool rep la felicitació d'aniversari.
El so rep un tractament molt espartà per Stanley Kubrick a 2001. En la majoria de casos no barreja diàlegs amb música o efectes especials de so. Tot i que la funció que exerceixen aquests mitjans és molt convencional, cada escena de la pel·lícula utilitza solament una tècnica sonora, és a dir, les seqüències es poden dividir en tres grups, musicals, efectes de so o diàlegs. L'única excepció es produeix a bord de la nau Discovery 1, on una petita porció del diàleg és acompanyat pel Gayaneh Ballet Suite d'Aram Khatxaturian. Kubrick també introdueix silencis per a afegir dramatisme a les escenes, cosa que, malgrat ser científicament correcte, contrasta amb el cinema actual en què es fa servir música, diàlegs i efectes de so constantment. En l'escena en què Dave surt a recuperar el cos de Pool, Kubrick barreja el to intermitent del radar amb el silenci de les imatges a l'espai. En altres moments de la pel·lícula l'únic so que es pot sentir és la respiració dels astronautes. Aquest ús tan auster del so dona a la pel·lícula un caràcter inhòspit i distant i un cert aire d'intriga i de fredor.
Llista dels temes musicals, diàlegs i efectes sonors en l'ordre amb què apareixen en la pel·lícula:
- Atmosphères: Obertura.
- Així parlà Zaratustra: Títols de crèdit.
- «El despertar de l'home»
  - Grunyits i sons de la natura. Sense música: Imatges d'homínids i la seva rutina diària.
  - Rèquiem: Apareix el monòlit per primera vegada.
  - Sense música: Imatges d'homínid jugant amb restes d'animal mort.
  - Així parlà Zaratustra: Un homínid descobreix nova tecnologia amb imatges entretallades de tapirs que cauen a terra.
  - Grunyits. Sense música: Lluita amb clan rival i salt temporal d'os a satèl·lit.
- «De la Terra a la Lluna»
  - Al bell Danubi blau: Acompanya les imatges de satèl·lit orbitant la terra i la rotació de l'estació espacial.
  - Diàlegs. Sense música: El Dr. Floyd es troba a l'estació espacial, parla amb la recepcionista, la seva filla i amb Elena i Dr. Andrei Smyslov.
  - Al bell Danubi blau: El Dr. Floyd continua cap a la Lluna, imatges d'hostesses i un bolígraf.
  - Diàlegs. Sense música: Conferència del Dr. Floyd a la base lunar.
  - Lux Aeterna: Imatges de l'autobús lunar. La peça és interrompuda pel diàleg del Dr. Floyd amb dos astronautes.
  - Lux Aeterna: Imatges de l'autobús lunar fins que aterra a la zona d'excavació.
  - Requiem: Torna a aparèixer el monòlit, aquest cop a la lluna. Imatges d'astronautes a la zona d'excavació.
  - To emès pel monòlit: Es pot sentir un fort to mentre els astronautes es posen les mans al cap per cobrir-se les orelles.
- «Missio a Jupiter»
  - Gayaneh Ballet Suite: Imatges interiors de la nau Discovery 1 i la vida rutinària dels astronautes.
  - Diàlegs. Sense música: Entrevista amb la BBC.
  - Gayaneh Ballet Suite (ininterrompuda): Frank Pool rep la felicitació d'aniversari i juga als escacs amb HAL.
  - Diàlegs. Sense música: Conversa de Dave amb HAL sobre la fallida de la unitat AE-35.
  - Efectes de so emesos per la nau. Sense música: imatges de la rutina diària a la nau.
  - Respiració amb alguns efectes sonors. Sense música: Passeig espacial per retirar la unitat AE-35.
  - Diàleg. Sense música: Anàlisis de la unitat AE-35, conversa amb missió control, conversa privada de Frank i Dave.
- «Intermissió»
  - Atmosphères: Preludi sense imatges.
  - Respiració, silencis i to intermitent emès per la nau de Dave. Sense música: Frank és atacat per HAL, Dave surt a recuperar el cos del seu company.
  - Diàlegs, silencis i efectes de so. Sense música: Conversa de Dave i HAL. Dave entra al Discovery 1 i desconnecta HAL.
  - Daisy Bell (bicycle build for two): HAL canta la peça.
  - Diàleg. Sense música: Missatge del Dr. Floyd
- «Júpiter i més enllà de l'infinit»
  - Rèquiem: Apareix el monòlit suspès a l'espai.
  - Atmospheres: Viatge per la «porta espacial». Deixa pas a...
  - Lux Aeterna: S'acaba el viatge i Dave surt del Pod. Deixa pas a...
  - Adventures i respiració: Dave és a l'habitació Lluís XVI.
  - Silenci i so de Dave sopant i de vidres que es trenquen. Sense música: Imatges de Dave sopant.
  - Així parlà Zaratustra: Apareix el monòlit al peu del llit.
  - Al bell Danubi blau: Títols de crèdit.

#### Banda sonora d'Alex North
El compositor Alex North va rebre l'encàrrec de compondre la banda sonora per a 2001. Alex, que ja havia treballat amb Kubrick a Espàrtac, es va desplaçar a Anglaterra el desembre de 1967 per començar a treballar en el nou projecte al Gener. Kubrick li va facilitar un pis a Chelsea Embankment equipat amb tocadiscos, casset i una selecció de música. Després de veure uns 60 min de pel·lícula, Kubrick i Alex van parlar sobre el projecte, Kubrick va ser clar i obert amb Alex i va informar-lo que l'hi agradaria conservar algunes de les peces musicals “temporals” que ell havia estat usant com a referent per anar muntant i editant la pel·lícula, malgrat això, Alex no li va acabar de fer gràcia la idea de compartir pantalla amb Richard Strauss Així parlar Zaratustra o Mendelssohn Midsummer Night's Dreams i pensar que ell podia compondre una banda sonora que fos més moderna i aportes homogeneïtat a la pel·lícula. Després de dues setmanes de gravació a l'estudi amb l'ajut de Henry Brant, que a voltes feia de director d'orquestra o donava una mà amb l'orquestració, es van gravar uns quaranta minuts de música. North esperà per poder veure un primer muntatge del film amb la seva música ja inclosa i seguir gravant a partir de febrer, però després de dues setmanes de tensa espera Kubrick li va comunicar que ja no necessitava més música, ja que pensava utilitzar sons de respiració per a la resta de la pel·lícula. Alex North va saber que la seva banda sonora no seria utilitzada quan va anar a l'estrena de la pel·lícula a Nova York. Alex North va declarar:
| « | Bé, no sé pas què dir? Va ser una gran i frustrant experiència, malgrat els sentiments oposats cap a la música, crec que l'aproximació Victoriana amb sobretons Europeus no lligava bé amb el brillant concepte de Clarke i Kubrick. | » |

La banda sonora composta per Alex North va ser comercialitzada per primer cop l'any 1993, un extracte d'aquesta apareix al CD Hollywood Greatest Hits Vol.2 interpretat per la Cincinnati Pops Orchestra dirigida per Erich Kunzel. El mateix any apareix una versió completa de l'obra de North dirigida per Jerry Goldsmith i interpretada per la National Philharmonic Orchestra, comercialitzada en format CD per Varèse Sarabande Records. La gravació original de 1968 per Alex North no es comercialitzà fins a l'any 2007, la publicació va ser autoritzada per la família de North, Stanley Kubrick State, autoritat en restauració Nick Redman i d'altres parts. El CD està format per l'única còpia sobrevivent de la gravació original, els màsters mono d'emergència realitzats per l'enginyer Ken Cameron durant la gravació de 1968 a Anvil Studios, Londres.

### Edició, estrena i escenes no utilitzades
2001: una odissea de l'espai va patir diversos processos d'edició, abans i després de ser estrenada. Durant aquest procés la pel·lícula va anar prenent la seva forma final. Stanley va decidir treure escenes per així enfocar l'argument i agilitzar la narrativa del film.
La pel·lícula es començà a editar el 13 de març de 1967 als Estats Units. Diverses escenes van ser omeses del muntatge provisional. En elles es podia observar la vida quotidiana a la base lunar, el Dr. Floyd comprant un peluix per la seva filla a través d'una videoconferència amb una botiga i escenes d'un piano, una dutxa i una taula de ping-pong a la nau Discovery 1. Després de mostrar el film als executius de la Metro-Goldwyn-Mayer, a Culver City, Califòrnia; Kubrick va decidir editar encara més la pel·lícula i tragué la introducció, d'uns deu minuts de duració i gravada en blanc i negre, que mostrava entrevistes amb Freeman J. Dyson, Francis J. Heyden, Gerard Feinberg i el Rabí Norman Lamm, entre d'altres, parlant sobre vida extraterrestre, els orígens de l'home, déu i l'evolució. Aquestes entrevistes van aparèixer recopilades al llibre de Jerome Angel The Making of Kubrik's 2001 publicat l'any 1970. Kubrik també eliminar totes les narracions utilitzant veu en off que apareixien a la pel·lícula i que ajudaven a explicar els fets que hi succeïen i deixar el film amb una duració aproximada de 158 min.
El 3 d'abril s'estrena la pel·lícula a Nova York al Capitol Theater i el 4 d'abril s'estrena a Los Angeles. El 4 d'abril a les 16:00 PM Kubrick començar a editar de nou la pel·lícula, la sessió no va finalitzar fins a les 7 del matí del 5 d'abril. Durant diverses sessions maratonianes Kubrick treu 19 min de la pel·lícula. Les escenes editades mostraven en Frank Pool corrent a la nau Discovery 1, preparacions per al passeig espacial i imatges de l'assassinat, incloent-hi en HAL tallant totes les comunicacions per ràdio amb el Pod, malgrat que Kubrick va deixar una conversa on l'ordinador informa en Dave que la ràdio del Pod segueix espatllada. Escenes de El despertar de l'home també van ser editades, deixant el film amb una duració de 139 min, que serà l'edició definitiva. El 6 d'abril 2001: una odissea de l'espai,en el seu nou format, és estrenada a Nova York.
Els motius pels quals Stanley va decidir escurçar la pel·lícula són els ja mencionats, enfocar l'argument i agilitzar la narrativa. A més, després de la primera estrena a Nova York i Los Angeles la crítica fou especialment dura amb la pel·lícula i el fet que es distanciava massa de les tècniques narratives del cinema convencional. En Kubrick va dir de l'edició:
| « | La mirava i la mirava i sentia que hi havia moments al llarg de tota la pel·lícula que necessitaven ser reajustats, i en vaig editar 19 minuts. No crec que l'edició fos un canvi crucial. La gent a qui els agradava, els continuaria agradant, i el mateix és veritat per als que l'odiaven. | » |

La pel·lícula va ser estrenada en el seu format complet i en format road-show, quelcom típic de l'època i que consistia en versions curtes de les pel·lícules. Malgrat això, la majoria de versions que aparegueren per a consum domèstic, sigui vídeo, DVD o Blue-ray, mostraven la pel·lícula en la seva versió de 139 minuts.
Segons el biògraf de Kubrick, Jan Harlan, Stanley no volia que mai es mostressin les escenes tallades de la pel·lícula, i fins i tot, va decidir cremar-les abans de morir, després d'emmagatzemar-les, durant anys, al garatge de casa seva. Això ho confirma el seu ajudant Lion Vitali, que diu que Stanley tenia emmagatzemades escenes de 2001, A Clockwork Orange, The Shining i Barry Lyndon, i que el mateix Kubrick va supervisar la crema d'aquest material abans de morir."
El desembre del 2010, Douglas Trumbull va anunciar que 17 minuts d'escenes perdudes, perfectament conservades, havien sigut trobades en una mina de sal a Kansas. Warner Brothers ha confirmat que el metratge trobat pertany a l'edició postestrena del 4 d'abril de 1968. Malgrat que no s'ha anunciat cap intenció de publicar el material trobat, en Douglas Trumbull pensa utilitzar fotografies per a il·lustrar un llibre que està escrivint.

## Reacció

### Crítica
2001 va deixar la crítica dividida. Se'n va lloar, principalment, els efectes especials i la fotografia, però una trama poc convencional, la llargada del film i la manca de diàleg van desagradar a molts crítics, que fins i tot arribaren a qualificar la pel·lícula de fracàs absolut.
Jim Foertsch (West Omaha Dundee-Sun):
| « | 2001 és la pel·lícula èpica que demostra que la gent s'ha empassat tants núvols (llaminadura) de Walt Disney que aquest repte de dues hores i mitja de cel·luloide aconsegueix espantar-los o escandalitzar-los fins al límit. | » |

Pauline Kael (Harper's Bazaar):
| « | El gran atractiu d'aquesta pel·lícula pot ser el fet que transporta a la banda de penjats que formen la seva audiència fora d'aquest planeta i cap a la consoladora visió d'un món espacial farcit d'elegància. Un món controlat per ments divines superiors, on l'heroi es reencarna en un nadó angelical. Té l'encant somiatruites d'una visió del cel. 2001 celebra l'absentisme. Diu que l'ésser humà és un simple pas en el camí cap al paradís, quelcom millor encara ha de venir, i de totes maneres, el futur no és a les nostres mans. Hi ha una intel·ligència allí fora a l'espai que controla el teu destí de mico fins a àngel, per tant, col·locat bé i dedicat a seguir el bloc. | » |

Charles Champlin (Los Angeles Times):
| « | La declaració definitiva en pel·lícules de ciència-ficció, una impressionant realització del futur espacial. Com a fita tècnica – treball doctoral en enginy i màgia cinematogràfica – sobrepassa qualsevol altre treball que hagi vist. En aquest sentit, és un punt de referència en l'art de fer pel·lícules... | » |

Renata Adler (The New York Times):
| « | Fins i tot el lleó de MGM apareix estilitzat i abstracte en 2001: una odissea de l'espai de Stanley Kubrick. Una pel·lícula a la qual s'han dedicat quantitats infinites de cura, paciència, imaginació i cinerama en el qual sembla la fantasia d'un noi de ciutat precoç a principis dels anys cinquanta... | » |

Continua escrivint:
| « | Hi ha evidències a la pel·lícula de la creença d'Arthur C. Clarke que les ments humanes es desenvoluparan fins al punt de dissoldre's en una espècie de ment universal. També si pot trobar una trama paral·lela amb el ja suat malson de la ciència-ficció, on l'home lluita contra el seu ordinador. Si pot veure el viatge definitiu de ciència-ficció on un home (Keir Dullea) es mou a través de l'espai exterior i interior passant per les diferents etapes de la seva vida, en un temps desfasat per una intel·ligència superior, cap a la seva mort i renaixença en el que sembla un embrió intergalàctic. Però tot això no deixar de ser la part més feble d'una pel·lícula lànguida i complicada, en la qual ha de passar mitja hora fins que apareix el primer home i s'escolten les primeres paraules, i ha de passar una hora sencera fins que la trama comença a desdibuixar-se... | » |

Més endavant continua escrivint:
| « | La pel·lícula està tan absorbida pels seus propis problemes, l'ús del color i de l'espai, amb una devoció fanàtica en petits detalls de ciència-ficció, que el resultat final és entre hipnòtic i immensament avorrit. (Amb Intermissió, s'allarga fins a tres hores) Kubrick està tan ocupat a utilitzar els marges de la pantalla com qualsevol pintor ho estaria, i sembla particularment atret en rotació simultània, escenes giratòries i moviments rectes cap endavant. | » |

Acaba la crítica dient:
| « | Els efectes especials a la pel·lícula – en particular el viatge, ja sia a través de l'ull de Dulea o a través del monòlit i sobre la superfície de Júpiter-Terra i dins d'una habitació d'època – són els millors que he vist mai, i la diversitat de maneres en què la pel·lícula transmet informació (gairebé no hi ha diàleg) la condueix cap als límits del visual. Malgrat això la lentitud sense compromís de la pel·lícula fa difícil mirar-se-la sense parlar... ... amb tota la seva atenció detallista – una forma de revelació del seu propi Q. I – la pel·lícula desconeix cap obligació de validar la seva conclusió per tots aquells, que com jo, no som aficionats a la ciència-ficció. A la fi, tres trames sense reconciliar – el monòlit, Dullea envellint i l'habitació d'època – apareixen simplement com un Test de Rorscharch, amb tèrboles implicacions teològiques. Això és un gran pas fora del convencionalisme, més treball en el guió seria necessari, i la resposta de “tot és relatiu” no serveix si no pot ser verbalitzada. | » |

Stanley Kauffman (The New Republic):
| « | Van ser necessaris cinc anys i deu milions de dòlars per fer la pel·lícula, i és fàcil adonar-se d'on han anat a parar el temps i els diners. És menys fàcil d'entendre el com, durant cinc anys, Kubrick ha pogut concentrar-se en el seu enginy i ha ignorat el seu talent... ... La pel·lícula comença amb malt peu i, malgrat els elaborats efectes especials i algunes parts entretingudes, mai es recupera totalment. Com a treball major d'un director important, és una gran decepció. | » |

Bob McClay (Rolling Stone):
| « | Superficialment pot semblar una pel·lícula de “ciència-ficció”, però no ho és. La tècnica cursi, les cordes i efectes visibles, el melodrama i les males actuacions associades amb el motlle de la “ciència-ficció” són absents aquí. I el que era “ciència-ficció” vint anys enrere és no-ficció avui, i no és més ficció que no pas ciència, una categorització estúpida que no serveix per a 2001. | » |

Louisse Sweeney (The Christian Science Monitor):
| « | Mr Kubrick i el talentós escriptor de Sci-Fi Arthur C. Carke sembla que dedicaren 2.400 hores escrivint el guió per a 2001, i això es nota. No en els diàlegs, que són mínims, però en la fantàstica atenció als detalls científics... 2001 de Mr. Kubrick té les seves deficiències, i com la resta de la pel·lícula, són monumentals. La primera mitja hora de pel·lícula, el capítol titulat “El despertar de l'home”, és una oda a l'evolució sense cap paraula, que recorda de manera desagradable a “El planeta dels Simis”. Hauria de ser tallada. En aquesta seqüència els micos troben un bloc rectangular negre que emet un senyal simbolitzant el primer ésser intel·ligent. El monòlit apareix més tard durant l'odissea espacial i a l'últim capítol de la pel·lícula, que també haurien de ser tallats. És una escena al·legòrica, que sembla extreta d'una pel·lícula de Fellini, en la qual Mr Dullea s'enfronta a si mateix en diferents etapes de la seva vida i en la qual finalment fa les paus amb el monòlit. Després es transforma en un embrió. El pas alentit d'algunes escenes espacials, el volum ensordidor de la banda sonora, la respiració profunda dels astronautes, que de vegades serveix com a únic so, o el to rebenta timpans que produeix el monòlit, ajuden al detriment de l'impacte de la pel·lícula. Però la superba fotografia per si sola, fins i tot sense so, fa que 2001 valgui la pena. Geoffrey Unsworth i John Alcott, sota la producció-direcció de Stanley Kubrick, han creat una odissea visual sense igual... | » |

Marjorie Adams (Boston Globe):
| « | La pel·lícula més extraordinària del món. Res semblant ha estat vist a Bòston abans, o enlloc, en aquest sentit... La pel·lícula és excitant com ho seria la descoberta d'una nova dimensió a la vida. | » |

John Hofsess (Take one Magazine):
| « | El crític literari Harry Levin sembla que va dir d'Ulysses de James Joyce que assentar un nivell tan alt d'excel·lència que va fer escriure novel·les posteriorment més difícil. Mr. Kubrick ha presentat un repte similar a tots els directors de cinema. Una cridòria inarticulada no és substitut a la comprensió, i 2001 ha estat tan ben entesa en el seu primer any com ho va ser Ulysses en la seva primera edició. | » |

Robert B. Frederick (Variety):
| « | Una gran fita en cinematografia i efectes especials, a 2001 li manca, en gran manera, encant dramàtic i només transmet suspens un cop passada mitja pel·lícula. Malgrat l'enorme quantitat de personal tècnic que va participar en la pel·lícula, és gairebé la concepció d'un sol home i Kubrick ha de rebre tot el crèdit, i totes les culpes. | » |

### Premis i Nominacions[61]
| Any  | Premi                                  | Categoria                                      | Receptor/s                                | Resultat     |
| ---- | -------------------------------------- | ---------------------------------------------- | ----------------------------------------- | ------------ |
| 1969 | Academy Awards                         | Oscar als millors efectes visuals              | Stanley Kubrick                           | Guanyador    |
| 1969 | Academy Awards                         | Oscar al millor guió original                  | Stanley Kubrick Arthur C. Clarke          | Nominats     |
| 1969 | Academy Awards                         | Oscar a la millor direcció artística           | Anthony Masters Harry Lange Ernest Archer | Nominats     |
| 1969 | Academy Awards                         | Oscar al millor director                       | Stanley Kubrick                           | Nominat      |
| 1969 | BAFTA Awards                           | BAFTA al millor disseny de producció artística | Anthony Masters Harry Lange Ernest Archer | Guanyadors   |
| 1969 | BAFTA Awards                           | BAFTA a la millor fotografia                   | Geoffrey Unsworth                         | Guanyador    |
| 1969 | BAFTA Awards                           | BAFTA al millor so                             | Wynston Ryder                             | Guanyador    |
| 1969 | BAFTA Awards                           | BAFTA a la millor pel·lícula (1969)            | 2001: una odissea de l'espai              | Nominada     |
| 1969 | Circulo de Escritores Cinematográficos | Millor pel·lícula estrangera                   | 2001: una odissea de l'espai              | Guanyadora   |
| 1969 | David de Donatello                     | Millor producció estrangera                    | 2001: una odissea de l'espai              | Guanyadora   |
| 1969 | Directors Guild of America             | Milor treball d'un director de cinema          | Stanley Kubrick                           | Nominat      |
| 1969 | Kansas City Film Critics Circle        | Millor director                                | Stanley Kubrick                           | Guanyador    |
| 1969 | Kansas City Film Critics Circle        | Millor pel·lícula                              | 2001: una odissea de l'espai              | Guanyadora   |
| 1969 | Hugo Award                             | Hugo Award a la Millor presentació dramàtica   | 2001: una odissea de l'espai              | Guanyadora   |
| 1968 | Laurel Awards                          | Llaure Daurat al millor espectacle             | 2001: una odissea de l'espai              | Guanyadora   |
| 1991 | National Film Preservation Board       | Registre nacional de pel·lícules               | 2001: una odissea de l'espai              | Seleccionada |

## Realisme científic
| « | Possiblement la pel·lícula, en la història del cinema, amb un treball de recerca més profund i realista en enginyeria aeroespacial. | » |

 Per 2001 Kubrick va emprar assessors tècnics, alguns d'ells recomanats per Arthur C. Clarke, que tenia coneixements en el camp d'enginyeria aeroespacial. El grup d'experts incloïa Frederick I. Ordway, que treballar a la pel·lícula durant dos anys. I. J. Good que va ser consultat en temes referents a supercomputadors, i el Doctor Marvin Minsky que va ser l'assessor principal en intel·ligència artificial.
A la pel·lícula no hi ha propagació de so a l'espai, quelcom científicament correcte, en contrast amb altres films on es poden sentir explosions o el so de les naus que passen a gran velocitat. A les seqüències de passejos espacials, el realisme és portat a l'extrem de crear una experiència gairebé claustrofòbica i angoixant, on només es pot sentir la respiració dels astronautes. La manca de gravetat també rep un tractament científic per Stanley Kubrick. Les seqüències al transbordador espacial mostren hostesses caminant amb l'ajut de sabates equipades amb velcro (etiquetades Grip Shoes), la desorientació dels astronautes en gravetat zero, bolígrafs que volen a ritme de vals o les imatges dins la roda centrífuga que contrasten amb els efectes de la ingravidesa a la resta de la nau Discovery 1. Altres aspectes que contribueixen al realisme científic són, per exemple, el retard en les comunicacions amb la Terra a causa de la gran distància, o la grandària de Júpiter en comparació amb la nau Discovery 1.
Les naus van ser dissenyades amb molt de detall per tal que els models de petita escala com els interiors a escala real tinguessin una aparença real. Per aquesta tasca Kubrick va comptar amb dos empleats de la NASA, assessor científic Frederick I. Ordway i productor científic Harry Lange. El disseny de les naus va ser basat en consideracions d'enginyeria aeroespacial reals, i no en consideracions estètiques. Les naus no tenien formes aerodinàmiques, o ales, quelcom totalment innecessari a l'espai. L'única excepció a 2001 sent el transbordador espacial de la companyia Pan Am, que va ser dissenyat per poder volar dintre i fora de l'atmosfera terrestre. El Discovery 1 en missió a Júpiter utilitza un reactor nuclear, separat de la part habitable de la nau per centenars de metres de dipòsits d'aire i magatzems de queviures. Tot i que no és mencionat durant la pel·lícula es poden veure els plafons de control d'aquest a l'àrea de control de la nau. Frederick Ordway, assessor científic de Kubrick, comenta sobre el procés de disseny de les naus:
| « | Vàrem insistir a conèixer la finalitat i el funcionament de cada dul o component, fins i tot, l'etiquetatge lògic dels botons i els missatges versemblants que apareixen en pantalla informant de funcions, diagnòstics i altres dades. | » |

L'equipament que apareix a les naus té funcionalitats específiques i es poden apreciar sistemes d'alarma, comunicacions, diagnòstic, acoblament i navegació, el disseny dels quals va ser influït en gran manera per les contribucions de laNASA. Enginyers aeroespacials van ser consultats sobre el disseny dels vestits i cascs espacials. Durant l'aterratge a la base lunar Clavius es pot observar múltiples nivells subterranis habitables que podrien sostenir un grau de pressió de l'aire semblant al terrestre. El disseny de l'autobús lunar té en compte la baixa gravetat a la Lluna i les condicions de llum en aquesta. Per a la hibernació d'astronautes es va consultar autoritats en medicina. La hibernació seria necessària en un viatge tan llarg per a estalviar recursos com el menjar o l'oxigen.
Es va posar molta cura en la recreació de la superfície lunar, que es va basar en fotografies preses amb telescopi. Malgrat això el relleu és exagerat si es compara amb les fotografies fetes per laNASA i els astronautes del Programa Apollo. L'Home no va trepitjar la Lluna fins un any després de l'estrena de la pel·lícula. També es varen consultar antropòlegs, com ara Louis Leakey, per aconseguir una representació acurada dels homínids.
Malgrat que la pel·lícula és, en general, científicament correcta, conté petits errors. Alguns deguts a les dificultats tècniques que suposava produir l'efecte científicament escaient, en altres casos, a causa de la llicència artística del director.
L'aparença de l'espai exterior sempre és problemàtica tant en l'aspecte de posicionament de cossos celestes com en l'aspecte d'il·luminació. Les estrelles a l'espai no parpellegen, i la llum no apareix difusa, tampoc es propaga de la mateixa manera que ho fa a l'atmosfera terrestre. Les estrelles no es mourien amb relació a la nau Discovery 1 quan aquesta viatja cap a Júpiter, excepte en el cas que la nau canvies de direcció. El cantó del Discovery 1, per exemple, que no és il·luminat directament per la llum solar en realitat apareixeria totalment fosc. En termes de proporció planetària, la Terra, la Lluna i el Sol mai apareixerien alineats amb les proporcions en què apareixen a la seqüència inicial de la pel·lícula. Un cas semblant es produeix al capítol Júpiter i més enllà de l'infinit, on apareixen els satèl·lits galileans alineats. Kubrick era conscient que això era impossible a causa de la ressonància orbital que es produeix entre aquests quatre satèl·lits. Finalment, el contorn de la Terra apareix ben definit a la pel·lícula quan en realitat hauria d'aparèixer difús a causa de l'efecte que té l'atmosfera sobre la llum solar.
A l'escena en què David Bowman entra al Discovery 1 per la porta d'emergència, es mostra en Dave agafant aire i aguantant la respiració abans de fer volar l'escotilla del Pod. En realitat, aquesta maniobra presenta problemes similars als que pateixen els submarinistes que es queden sense aire. En entrar al buit de l'espai, l'oxigen dels pulmons s'expandiria causant una ruptura pulmonar. En una entrevista Arthur C. Clarke afirma que si hagués estat a l'estudi el dia que es gravava aquesta escena ell hauria vist l'error, ja que ell practica el submarinisme i coneix la precaució bàsica de mai agafar aire abans d'ascendir a la superfície ràpidament, ja que això provocaria sobreexpansió pulmonar.
La manera en què la gravetat zero o reduïda és presentada a la pel·lícula és encertada, malgrat això, apareixen petits problemes o errors. Quan el transbordador espacial que transporta al Dr. Floyd aterra a la Lluna, la pols que aixeca es mou formant núvols, com succeiria a l'atmosfera terrestre, i no formant fines capes de pols, com succeeix a les imatges de l'Apollo 11. A la Lluna tots els astronautes es mouen com si es trobessin en gravetat terrestre, malgrat que molt a poc a poc, i no com s'haurien de moure a la gravetat lunar. A l'escena a bord de la nau Discovery 1 on en Dave i en Frank analitzen la unitat AE35 tots dos actuen com si estiguessin sota els efectes de la gravetat terrestre, però es troben en una habitació sense gravetat. Malgrat que tots dos estan equipats amb sabates Grip shoes se'ls pot veure recolzats en la taula com si estiguessin a la Terra. Finalment, en una roda centrífuga d'un diàmetre tan petit com la que apareix a la nau Discovery 1, la força de la gravetat variaria notablement entre el centre de la circumferència i el perímetre exterior, de fet, variaria entre els peus, els malucs i el cap. La velocitat de rotació d'aquesta només produiria una força de gravetat semblant a la lunar. Arthur C. Clarke va creure que seria suficient per a evitar l'atròfia muscular que produeix la mancança total de gravetat.
El Geofísic Dr. David Stephenson en una entrevista per a la televisió Canadenca 2001 and beyond comenta que:
| « | Tots els enginyers que la van veure (l'estació espacial) estaven d'acord. No es pot fer girar una roda que no és acabada. Ha d'estar completament acabada abans de començar a girar, o tindràs problemes. | » |

Les dues primeres aparicions del monòlit, primer a La Terra i després a La Lluna, conclouen amb el sol al seu zenit sobre el monòlit. Això és possible a La Terra en qualsevol lloc entre el Tròpic de Capricorn i el Tròpic de Càncer, però això no succeiria mai a prop del crater Tycho, que és on es troba el monòlit lunar, ja que aquest està 45° per sota de l'equador. També és improbable que el Sol aparegui tan amunt poc després de l'Alba.